# Pomník obětem válek (Dlouhá Třebová)
Pískovcový pomník obětem světových válek se nalézá na prostranství naproti novogotickému kostelu svatého Prokopa v obci Dlouhá Třebová v okrese Ústí nad Orlicí. Pomník je od roku 1958 chráněn jako nemovitá kulturní památka ČR.

## Popis
Pomník obětí světových válek pocházejících z Dlouhé Třebové se nalézá ve středu obce na parkově upraveném prostranství naproti kostelu. Pomník byl slavnostně odhalen 28. října 1948. 
Pomník je složen z několika pískovcových hranolových bloků umístěných pískovcovém podstavci. Na podstavci jsou osazeny vedle sebe tři různě vysoké pískovcové kvádrové bloky. Na levém bloku je vytesán nápis "1939 - 1945" a pod ním je do čela osazena černá žulová deska s výčtem celkem 18 obětí druhé světové války. Obdobným způsobem je také na pravém bloku vytesán nápis "1914 - 1918" a pod ním je opět osazena černá žulová deska s výčtem 36 jmen obětí první světové války, pocházejících z Dlouhé Třebové.
Prostřední nejvyšší blok má podobu tří úzkých, různě vysokých hranolů. Na prostředním nejvyšším hranolu je umístěn reliéf lipového trojlístku, pod kterým je vytesán nápis „OBĚTEM VÁLEK“. Před prostředním blokem je na panelu sestávajícím ze tří schodů umístěna socha lva z hořického pískovce.
V roce 2014 proběhla celková renovace pomníku včetně parkové úpravy jeho okolí.

## Galerie

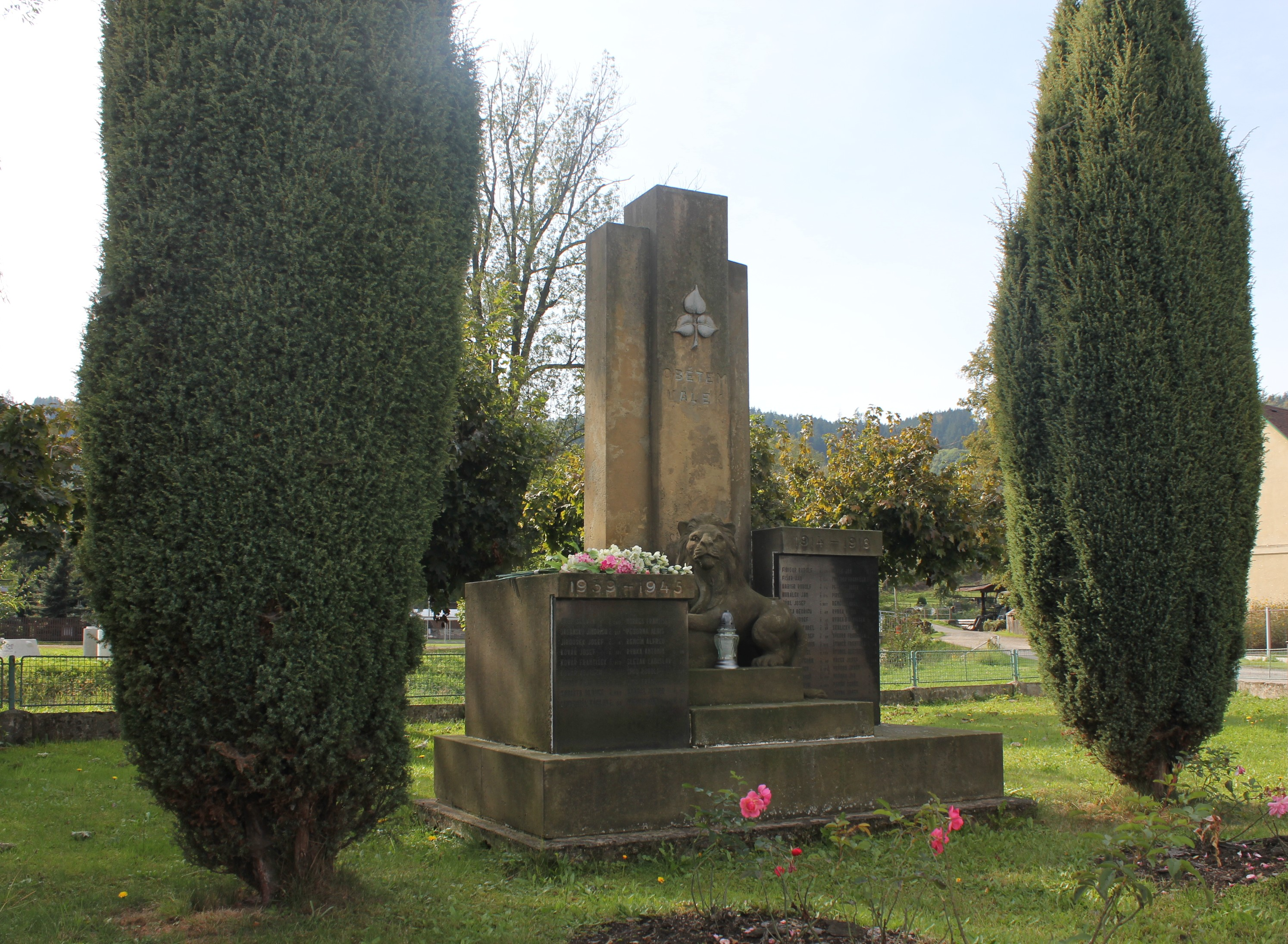
Pomník obětem války v Dlouhé Třebové - stav v roce 2012